# Ommatius cinthiae
Ommatius cinthiae là một loài ruồi trong họ Asilidae. Ommatius cinthiae được Vieira & Castro & Bravo miêu tả năm 2004. Loài này phân bố ở vùng Tân nhiệt đới.